# Adamitas

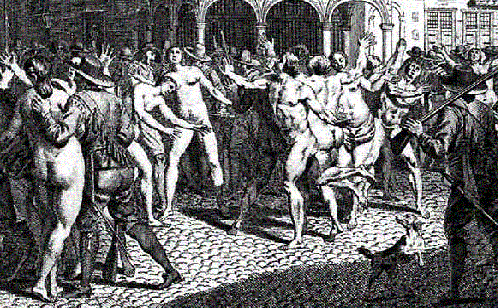
Adamitas sendo presos por homens armados

Os adamitas eram os membros de uma seita cristã primitiva, considerada posteriormente como herética pela Igreja Católica, que floresceu no Norte da África entre os séculos II e IV e cujas teses foram posteriormente defendidas por outros grupos.

## Antigos adamitas
Esta seita, que data provavelmente do século II, acreditava em recobrar a inocência inicial de Adão. Diversos relatos existem sobre sua origem. Alguns acreditam que eles eram um ramo dos gnósticos carpocracianos, que professavam um misticismo de natureza sensual e uma completa emancipação da lei moral. Teodoreto defendia esta visão e os agrupou junto com as seitas libertinas cujas práticas foram descritas por Clemente de Alexandria. Outros, pelo outro lado, os considerava como sendo ascetas mal-orientados que procuravam eliminar os desejos da carne com o retorno a uma vida mais simples e pela abolição do casamento.[carece de fontes?]
Epifânio de Salamina e Santo Agostinho mencionam os adamitas pelo nome e descreveram suas práticas. Eles chamavam sua igreja de "Paraíso", alegando que seus membros teriam re-estabelecido a inocência original de Adão e Eva. Por conta diss, eles praticavam o "nudismo sagrado", rejeitavam o casamento como algo estranho ao Éden — algo que jamais existiria se não fosse pelo pecado, viviam na mais absoluta inexistência de leis — por acreditarem que quaisquer ações que praticassem não seriam nem boas e nem más — e se despiam completamente durante o culto coletivo.[carece de fontes?]

## Neo-adamitas
Práticas similares a estas ressurgiram na Europa por diversas vezes durante sua história. Durante a Idade Média, as doutrinas desta obscura seita, que não já não existia mais havia muito tempo, foram revividas: no século XIII, na Holanda, pelos Irmãos do Livre Espírito e pelos taboritas na Boêmia. Numa forma mais grosseira, no século XIV, pelos begardos da Alemanha. O ponto comum em todos os casos foi a forte oposição da Igreja.[carece de fontes?]
Os begardos se tornaram os picardos da Boêmia, que se apossaram de uma ilha no rio Nežárka e viveram comunalmente, praticamente a nudez social e religiosa, o amor livre e rejeitando tanto o casamento quanto a propriedade individual. Jan Žižka, o líder hussita, chegou perto de exterminar completamente a seita em 1421. No ano seguinte, a seita já havia se espalhado por toda a Boêmia e Morávia, sendo especialmente detestada pelos hussitas (com quem compartilhavam o ódio à hierarquia) por que estes rejeitavam a transubstanciação, o clero organizado e a Eucaristia.
Um breve renascimento destas doutrinas ocorreu na Boêmia depois de 1781, principalmente depois do édito de tolerância emitido pelo imperador José II. O governo austríaco suprimiu o que restava dos "neo-adamitas" na Boêmia à força em 1849.[carece de fontes?]
Na Idade Moderna, alguns dos "Dissidentes ingleses" praticavam a doutrina adamita. Uma seita inglesa é atestada entre c. 1641 e 1650, cuja origem provavelmente estava nos Irmãos do Livre Espírito, uma seita herética medieval que compartilhava muitas crenças com os adamitas, que eram vistos na época como o arquétipo do "rebelde". Thomas Edwards (1599–1647) usou o termo em sua obra monumental, Gangraene (1646).[carece de fontes?]
O culto dos "Meninos de Deus" ("Children of God") ou "Família Internacional", fundado por David Berg em 1968, pode ser categorizado como adamitas: pedófilos e polígamos religiosos. Eles defendem uma teologia antinomianista na qual o "amor divino" é interpretado como permissividade sexual, sexo livre, amor livre e pornografia religiosa, pornografia infantil e prostituição ritual, supostamente como o baalismo do Antigo Testamento.[carece de fontes?]